# فهرس التاريخ التعاوني
فهرس التاريخ التعاوني History Cooperative هو قاعدة بيانات على الانترنت تحتوي على مقالات في التاريخ العلمي من المجلات الرائدة. سهل لاعضاء المكتبات الوصول إلى مقالات من أكثر من 20 مجلة ومواقع ومصادر أخرى على الإنترنت. وقف العمليات بشهر مايو 2010. تم تشكيله بجامعة Illinois Press وكان مدعوم من قبل جايستور ومنظمة المؤرخين الأمريكيين. كان مغامرة غير ربحية مفتوحة للمكتبات وللمشتركين بالمجلات.

## بيبلوجرافيا
- Rosenzweig, Roy. "The Road to Xanadu: Public and Private Pathways on the History Web," Journal of American History vol 88 #2 (2001): 78 pars. 17 Oct. 2010 online.